# شاموا (میزوری)
شاموا (به انگلیسی: Chamois) یک شهر در ایالات متحده آمریکا است که در شهرستان اوسیج، میزوری واقع شده‌است. شاموا ۱٫۰۴ کیلومتر مربع مساحت و ۳۹۶ نفر جمعیت دارد و ۱۶۴ متر بالاتر از سطح دریا واقع شده‌است.